# Thorsten Streppelhoff
Thorsten Streppelhoff (* 15. August 1969 in Dorsten) ist ein ehemaliger deutscher Ruderer, der mit dem Deutschland-Achter zwei olympische Medaillen gewann.
Bei den Ruder-Weltmeisterschaften 1990 trat der Ruderer vom Ruderverein Dorsten im Vierer ohne Steuermann an und belegte den sechsten Platz. Im Jahr darauf berief ihn Trainer Ralf Holtmeyer in den Achter. In der Besetzung Roland Baar, Ansgar Wessling, Mark Mauerwerk, Thorsten Streppelhoff, Jürgen Hecht, Claas-Peter Fischer, Dirk Balster, Martin Steffes-Mies und Steuermann Manfred Klein gewann der Deutschland-Achter bei den Weltmeisterschaften 1991 in Wien den Titel. In dem Boot saßen ausschließlich Ruderer, die aus der Bundesrepublik Deutschland stammten. In dem von Ralf Holtmeyer für die Olympischen Spiele 1992 zusammengestellten Boot saßen mit Hans Sennewald und Detlef Kirchhoff dann erstmals auch zwei Ruderer aus der DDR im Deutschland-Achter. In der Besetzung Roland Baar, Ansgar Wessling, Hans Sennewald, Bahne Rabe, Armin Eichholz, Detlef Kirchhoff, Thorsten Streppelhoff, Frank Richter und Steuermann Manfred Klein gewann das Boot in Barcelona hinter den Crews aus Kanada und Rumänien die Bronzemedaille. 
Dafür erhielt er – zusammen mit der Crew – am 23. Juni 1993 das Silberne Lorbeerblatt.
1993 wurde das Boot weitgehend neu besetzt, wobei dem langjährigen Steuermann Manfred Klein mit Peter Thiede der letzte Steuermann des DDR-Achters nachfolgte. In der Besetzung Roland Baar, Peter Hoeltzenbein, Stefan Scholz, Frank Richter, Thorsten Streppelhoff, Andreas Lütkefels, Colin von Ettingshausen, Martin Steffes-Mies und Peter Thiede siegte der Deutschland-Achter bei den Ruder-Weltmeisterschaften im tschechischen Roudnice. In der Saison 1994 trat Streppelhoff zusammen mit Peter Hoeltzenbein im Zweier ohne Steuermann an. Bei den Weltmeisterschaften in Indianapolis gewannen die beiden Silber hinter den Briten Steven Redgrave und Matthew Pinsent. 1995 belegte Streppelhoff mit dem Vierer ohne Steuermann den sechsten Platz bei den Weltmeisterschaften. Für die Olympischen Spiele 1996 in Atlanta kehrte Streppelhoff in den Deutschland-Achter zurück. In der Besetzung Roland Baar, Ulrich Viefers, Thorsten Streppelhoff, Detlef Kirchhoff, Marc Weber, Wolfram Huhn, Mark Kleinschmidt, Frank Richter und Peter Thiede gewann der Deutschland-Achter Silber hinter dem Boot aus den Niederlanden. 
Thorsten Streppelhoff studierte während seiner Karriere Maschinenbau und Verfahrenstechnik. Als Student der University of Cambridge nahm er 1994 am Boat Race teil. 2008 wurde er Geschäftsführer der edding international GmbH, im Jahr 2012 wurde er außerdem zum Chief Operating Officer der edding AG berufen.